# Iván Villalba
Iván Emilio Villalba Chamorro (n. Asunción, Paraguay; 19 de enero de 1995) es un futbolista paraguayo. Juega como defensa central en el Independiente Rivadavia de la Primera División de Argentina.

## Clubes
| Club                    | País      | Año           | Partidos | Goles |
| ----------------------- | --------- | ------------- | -------- | ----- |
| Libertad (Reserva)      | Paraguay  | 2014          | ?        | ?     |
| Imbabura                | Ecuador   | 2015          | 37       | 3     |
| Manta                   | Ecuador   | 2016          | 8        | 1     |
| Rubio Ñu                | Paraguay  | 2016          | 19       | 1     |
| Peñarol                 | Uruguay   | 2017          | 17       | 1     |
| Sol de América          | Paraguay  | 2018-2021     | 0        | 0     |
| Santa Fe                | Colombia  | 2021          | 6        | 0     |
| Cobresal                | Chile     | 2022          |          |       |
| Guaireña FC             | Paraguay  | 2023          |          |       |
| Sportivo Luqueño        | Paraguay  | 2023-2024     |          |       |
| Independiente Rivadavia | Argentina | 2024-presente |          |       |

## Palmarés

### Torneos nacionales
| Título                | Equipo   | País     | Año  |
| --------------------- | -------- | -------- | ---- |
| Torneo Clausura       | Peñarol  | Uruguay  | 2017 |
| Campeonato Uruguayo   | Peñarol  | Uruguay  | 2017 |
| Superliga de Colombia | Santa Fe | Colombia | 2021 |